# جيمي إليس
جيمي إليس (بالإنجليزية: Jimmy Ellis)‏ (24 فبراير 1940 في الولايات المتحدة - 6 مايو 2014 في الولايات المتحدة) هو ملاكم أمريكي، صنّف ضمن فئة وزن ثقيل.

## إحصائيات
خاض خلال مسيرته 53 نزالا، فاز في 40 وتعادل في 1 وخسر في 12. فاز بالضربة القاضية في 24 نزالا.

## روابط خارجية
- جيمي إليس على موقع IMDb (الإنجليزية)
- جيمي إليس على موقع الموسوعة البريطانية (الإنجليزية)
- جيمي إليس على موقع بوكس ريك (الإنجليزية) (registration required)